# Kaggle
Kaggle（カグル）は企業や研究者がデータを投稿し、世界中の統計家やデータ分析家がその最適モデルを競い合う、予測モデリング及び分析手法関連プラットフォーム及びその運営会社である。モデル作成にクラウドソーシング手法が採用される理由としては、いかなる予測モデリング課題にも無数の戦略が適用可能であり、どの分析手法が最も効果的であるかを事前に把握することは不可能であることに拠る。
2017年3月8日、GoogleはKaggle社を買収すると発表した。 
会社の標語は、"Making Data Science a Sport"。

## 流れ
1. 課題投稿者はデータ及び当該課題の説明が必須である。Kaggle社は、課題作成の支援、課題構成作成、データの匿名化、当該課題への最適モデルの運用などのコンサルティングを担当する。
2. 参加する回答者は多様な手法を試し、最適モデル構築を目指し競い合う。大抵は投稿結果が即座に（秘匿化した課題に対する提出モデルの予測精度に基づき）採点され、上位順に掲載される。
3. 期限後、課題投稿者が提出モデルの使用にあたり永続的に取消不能である無償利用権（その中には、開発したアルゴリズム、ソフトウェア及び関連知的財産権が含まれ、"特に断りのない限り包括的"に有効。[3]）に同意した回答者に賞金を支払う。

公開課題の他、ヘビーユーザーや大学団体など参加者を限定した課題も提供している。

## 影響
情報科学、統計学、経済学、数学などの分野から全世界で約95,000人のデータサイエンティストが登録しており、同社はアメリカ航空宇宙局、ウィキペディア、デロイト トウシュ トーマツ、オールステート保険等の組織と提携している。
Heritage Health Prizeによる300万ドルの賞金課題で話題となり、 最近の事例ではKinectの挙動認識改善課題が知られている。
公開課題方式により、HIV研究への最新技術の促進 、より正確なチェスのレイティングや交通量予測など、多くの課題解決につながった。即座に反映されるスコアボードが、回答者に既存の最適解を超えた革新策を導出させる動機付けとなっている。模範回答は頻繁に公式ブログに掲載されている。
DeNAでは人材育成や技術者の勧誘などに利用している。

## 関連図書
- 門脇 大輔, 阪田 隆司, 保坂 桂佑, 平松 雄司 :「Kaggleで勝つデータ分析の技術」、技術評論社、ISBN 978-4297108434　（2019年10月9日）。
- 坂本 俊之:「データサイエンスの森　Kaggleの歩き方 」、シーアンドアール研究所、ISBN 978-4863542938（2019年10月22日）。
- 石原 祥太郎, 村田 秀樹:「PythonではじめるKaggleスタートブック」、 講談社（実践Data Scienceシリーズ）、ISBN 978-4065190067（2020年3月19日）。